# Ferréol d'Uzès
Pour les articles homonymes, voir Saint Ferréol.
Saint Ferréol, né vers 521, mort en 581, est le 5e évêque d’Uzès, son épiscopat dure 28 ans, de 553 à 581. Il est le neveu de saint Firmin. Il est commémoré localement le 4 janvier, en tant que saint catholique et orthodoxe du jour.

## Biographie
Ferréol est né dans la province de Narbonne vers 521. Il est le fils de Fidentius et de son épouse Sidonia.
Il reçoit une brillante éducation chez son oncle l'évêque Ruricius. Son autre oncle saint Firmin l'ordonne prêtre et le désigne comme successeur à la tête du diocèse d'Uzès,.
Ferréol succède effectivement à son oncle Firmin comme évêque d’Uzès à l'âge de 32 ans en 553,. Il est consacré par l’évêque d’Arles Sapaudus alors son métropolitain, assisté des évêques d’Avignon et d’Orange ses confrères provinciaux.
Sur plainte d'envieux qui lui reprochent ses bonnes relations avec les Juifs, il est exilé en 556. Le roi Childebert Ier le fait venir à Paris et reconnaît en lui un homme de Dieu. Il revient à Uzès en 558, et y est accueilli avec enthousiasme. Il y continue à faire des conversions. Il siège au total pendant 28 ans.
Il fonde, à Uzès, le monastère de Saint-Ferréol.
Il meurt le 4 janvier 581 à Uzès, et est inhumé dans l'église Saint-Pierre et Saint-Paul, hors des murs, qu'il avait fait édifier, au nord de la ville.

## Liens
- Notice dans un dictionnaire ou une encyclopédie généraliste :   - Deutsche Biographie
- Notices d'autorité :   - VIAF
  - GND